# Stalinistische Parteisäuberungen in Albanien
Die Stalinistischen Parteisäuberungen in Albanien hatten ihren Höhepunkt in den Jahren 1948/49 mit dem Verfahren gegen den hohen Partei- und Staatsfunktionär Koçi Xoxe. Zeitlich stand Albanien am Beginn der von Stalin initiierten Welle politischer Säuberungen innerhalb der kommunistischen Parteien in den unter sowjetischem Einfluss stehenden Staaten. Inhaltlich dienten die Säuberungen der Beseitigung angeblicher politischer Abweichler innerhalb der kommunistischen Bewegung und als Kampf- und Propagandainstrument in der Auseinandersetzung mit dem jugoslawischen Partei- und Staatschef Josip Broz Tito.

## Vorgeschichte
Die Kommunistische Partei Albaniens, später Partei der Arbeit (PPSh), wurde 1941 unter Anleitung der jugoslawischen KP gegründet und blieb bis zum Bruch zwischen Tito und Stalin ein Satellit der jugoslawischen Schwesterpartei. Von Anfang an war die KP Albaniens in zwei Fraktionen gespalten: Einerseits die sogenannten „Arbeiter“ unter Führung von Koçi Xoxe, Politbüromitglied, Vizepremier, Innenminister und Leiter des Staatssicherheitsdienstes Sigurimi, auf der anderen Seite die sogenannten „Intellektuellen“ oder „Gemäßigten“ um Generalstabschef Mehmet Shehu, den Kultur- und Propagandaminister Sejfulla Malëshova und Wirtschaftsplanungschef Nako Spiru, ebenfalls alle Politbüromitglieder.
Im Februar 1946 beschuldigte Xoxe mit jugoslawischer Rückendeckung Malëshova und seine Anhänger als „Rechtsabweicher“ und „Jugoslawienfeinde“. Malëshova verlor seine Partei- und Staatsfunktionen und musste bis zu seinem Tod 1971 als Lagerist arbeiten. KP-Generalsekretär und Ministerpräsident Enver Hoxha, der zunächst zwischen den beiden Flügeln stand, fürchtete einen von Tito gesteuerten Machtkampf um die Führung der albanischen KP und trat an die Spitze der Xoxe-feindlichen Fraktion, ohne sich aber zunächst gegen diesen behaupten zu können. In einem von Xoxe durchgesetzten Freundschaftsvertrag vom Juli 1946 wurde eine Verschmelzung der Wirtschaftssysteme Albaniens und Jugoslawiens vereinbart. Endziel war die Eingliederung Albaniens in die Jugoslawische Föderation. Versuche Hoxhas und Spirus, die Verträge zu revidieren, scheiterten 1947. Als Gegengewicht schlossen sie im Juli 1947 ein Wirtschaftsabkommen mit der Sowjetunion. 
Im Gegenzug hatte Xoxe bereits im Mai 1947 neun als Antijugoslawen bekannte Mitglieder der Volksversammlung verhaften, vor den Volksgerichtshof stellen und wegen „staatsfeindlicher Tätigkeit“ zu langen Haftstrafen verurteilen lassen. Mit Rückendeckung durch Tito, der in Briefen an die albanische KP Hoxha und Spiru angriff, beschuldigte Xoxe im November 1947 Nako Spiru auf einer Sitzung des Zentralkomitees der „parteifeindlichen, nationalistischen Tätigkeit“. Tags darauf fand man ihn erschossen in seiner Wohnung. Das VIII. Plenum des ZK votierte im März 1948 für die Vereinigung der albanischen Wirtschaft und Armee mit Jugoslawien, zahlreiche Anhänger Enver Hoxhas wurden aus dem ZK ausgeschlossen. Auf Druck Xoxes wurde Mehmet Shehu seines Postens enthoben, Hoxha selbst konnte seine Absetzung nur durch eine öffentliche Selbstkritik verhindern.

## Ablauf
Angesichts des eskalierenden Konflikts zwischen Stalin und Tito konnte Hoxha mit sowjetischer Rückendeckung zurückschlagen: Im Juni 1948 ordnete er die Schließung des jugoslawischen Informationsbüros an, am 1. Juli 1948 kündigte er die Wirtschaftsverträge mit Jugoslawien und ließ die jugoslawischen Spezialisten und Berater ausweisen. Zwei Tage zuvor war der Kominform-Beschluss über „Tito und seine Clique“ erschienen, der den Bruch zwischen Stalin und Tito öffentlich machte. Von Hoxha direkt angegriffen, übte Xoxe nun seinerseits Selbstkritik, beteuerte seine Treue zur Sowjetunion und wies den von ihm geführten Staatssicherheitsdienst an, alle „Titoisten“ zu verhaften.  Allerdings vergeblich, denn er wurde als Innenminister abgesetzt und verlor so seinen Einfluss auf den albanischen Geheimdienst. Die von ihm verfolgten Parteifunktionäre wurden rehabilitiert und im Gegenzug Xoxes Anhänger von ihren Posten entfernt.  Am 31. Oktober 1948 verlor der zunächst ins Industrieministerium versetzte Xoxe seine Partei- und Regierungsämter und wurde am 22. November aus der KP ausgeschlossen und verhaftet, genauso wie mehrere Dutzend seiner Anhänger mit dem Politbüromitglied und Leiter der Zentralen Parteikontrollkommission Pandi Kristo an der Spitze. Nachfolger Xoxes als Innenminister und Staatssicherheitschef wurde Mehmet Shehu, der sofort begann, den Geheimdienst mit Hilfe vom sowjetischen Sicherheitschef Beria gesandter sowjetischer Berater umzubauen.
Unter sowjetischer Leitung wurden die albanischen innerparteilichen Fraktionskämpfe für Stalins Gesamtplan einer umfassenden Säuberung der kommunistischen Bewegung instrumentalisiert. Mittel der Durchführung dieser „Parteireinigung“ waren Schauprozesse. Dies Vorgehen stand partiell in Widerspruch zur bisherigen Praxis der parteiinternen Auseinandersetzungen in Albanien, die entsprechend der alten Vendetta-Tradition des Landes immer eine besonders gewalttätige Ausprägung hatten. So war Lazar Fundo, einer der Mitbegründer der kommunistischen Bewegung, 1944 von linientreuen Genossen vor den Augen von Angehörigen der britischen Militärmission als „Trotzkist“ zu Tode geprügelt worden. Und Politbüromitglied Mustafa Gjinishi, der im Parteiauftrag ein Abkommen mit den bürgerlichen Widerstandsgruppen geschlossen hatte, wurde nach dem Widerruf des Vertrages zunächst zwar nur aus der Partei ausgeschlossen, aber dann von Liri Gega, der einzigen Frau im albanischen Zentralkomitee, als „britischer Agent“ ermordet. Gega selbst wurde 1956 hochschwanger (was Hoxha heftig bestritt) als „Titoistin“ erschossen.
Ab November 1948 wurden Xoxe und die mit ihm verhafteten Funktionäre unter Folter zu den späteren Anklagepunkten Verschwörung zum Sturze der albanischen Regierung und zur Ermordung der Parteiführer mit dem Ziel, Albanien der Föderativen Volksrepublik Jugoslawien anzuschließen vernommen. Ende März 1949 erhielt Hoxha in Moskau letzte Instruktionen für den geplanten Schauprozess gegen „Koçi Xoxe und seine Bande jugoslawischer Agenten und Saboteure“, der planmäßig am 12. Mai 1949 unter Ausschluss der Öffentlichkeit begann. Xoxe „gestand“ vor Gericht, schon in den 1930er Jahren Spitzel der monarchistischen Partei sowie während des Weltkrieges englisch-amerikanischer Agent gewesen zu sein und im Auftrag Titos einen Umsturz geplant zu haben. Am 8. Juli 1949 erschien eine kurze Pressemitteilung über das Urteil des Volksgerichtshofes: Xoxe erhielt die Todesstrafe und wurde am gleichen Tag gehängt, Pandi Kristo erhielt zwanzig Jahre Zwangsarbeit, die anderen Angeklagten wurden zu langen Gefängnisstrafen verurteilt. In einer erneuten Säuberungswelle, denen auch Politbüromitglied Abediu Shehu zum Opfer fiel, wurden alle verbliebenen „jugoslawienfreundlichen“ Elemente aus der Partei entfernt und Hunderte von echten oder angeblichen Titoisten in mehreren nachfolgenden Geheimprozessen abgeurteilt. Der nationalistische Flügel von Enver Hoxha hatte damit die uneingeschränkte Macht übernommen.
Am 18. Mai 1949, noch während des Xoxe-Prozesses, begann die Verhaftungswelle der stalinistischen Parteisäuberung in Ungarn, die zum Prozess gegen László Rajk und andere führte.

## Analyse
Die albanischen Kommunisten um Koçi Xoxe waren die ersten Opfer einer Strategie Stalins, mit der drei Ziele erreicht werden sollten: 1. Durchsetzung des stalinistischen Wegs als alleingültige kommunistische Linie; 2. „Umpolitisierung“ aller abweichenden Meinungen zu kriminellen Handlungen wie Verrat und Spionage analog zu den Moskauer Prozessen während des Großen Terrors in den 1930er-Jahren; 3. Entlarvung Titos als Agenten westlicher Mächte und somit „subjektivem“ Verräter an der kommunistischen Idee. Es genügte deshalb nicht, Xoxe einfach zu liquidieren, sondern er musste zuvor die Rolle Titos als imperialistischer Agent öffentlich darstellen. 

„Stalin konnte Tito nicht stürzen oder physisch liquidieren, also musste Xoxe stellvertretend sterben. Er war kein erfundener ‚Titoist’ wie seine Nachfolger an den Galgen von Budapest, Sofia, Prag und Bukarest, in den Kellern Warschaus und Ostberlins, sondern ein Titoist ohne Anführungszeichen: der Vertrauensmann Jugoslawiens in der albanischen KP. Xoxe war eine Ausnahme, mit der die Regel begann.“

Die Sowjets hatten mit Enver Hoxha allerdings einen ausgeprägt nationalistisch denkenden und auf Unabhängigkeit (auch von Moskau) bedachten Funktionär unterstützt, dessen „antititoistischer Titoismus“ sich ein Jahrzehnt später gegen ihren Führungsanspruch wenden sollte.

## Aufarbeitung
Als Enver Hoxha 1960 von der neuen sowjetischen Führung aufgefordert wurde, Xoxe zu rehabilitieren, weigerte er sich energisch. Denn als einziger sozialistischer Staat hielt Albanien trotz aller politischen Richtungswechsel am Stalinismus fest. Deshalb wurde bis zum Ende der Sozialistischen Volksrepublik Albanien 1991 auch kein Opfer der Säuberungen rehabilitiert.